# Eochaid (roi d'Écosse)
Pour les articles homonymes, voir Eochaid.
Eochaid d'Écosse, aussi appelé Eochu ou Eochaidh, est roi d'Écosse de 878 à 889. Il règne conjointement avec Giric.

## Règne
Eochaid ap Rhun est le neveu de son prédécesseur Aed et le cousin germain de son successeur Donald II. Son père Rhun est un membre de la famille royale de Strathclyde, qui a épousé une fille de Kenneth mac Alpin.
Eochaid n'est, théoriquement, pas éligible au trône d'Écosse d'après la coutume de la tanistrie. Afin de devenir roi, il s'allie avec son parent (cousin/oncle ?) Giric qui devient son « alum(p)nus ordinatorque » c'est-à-dire son « tuteur et ministre » pour prendre de force la place de son oncle Aed. Dès son accession au trône, Donald fait exiler Eochaid. Ni la date ni le lieu de sa mort ne sont connus

## Postérité
Selon Peter Bartrum Eochaid est peut-être l' « Eochaid de  Dál Riada » dont la fille, Land, est reputée selon le Banshenchas avoir épousé Niall Glúndub, l'Ard ri Erenn et être la mère de Muirchertach mac Neill (mort en 943)
Tim Clarkson estime enfin de son côté que « Eochaid ap Rhun » doit sans doute être le père ou le grand père de Dyfnwal V de Strathclyde.